# 香港各界慶回歸嘉年華
香港各界慶回歸嘉年華為每年7月1日舉行的慶祝香港回歸活動，由香港各界慶典委員會主辦，由民政事務總署協辦。往年舉行慶祝回歸大巡遊，由跑馬地遊樂場出發巡遊至灣仔修頓球場。於2011年起更改為在中環遮打道和遮打花園舉行回歸嘉年華。

## 節目內容
- 步操隊伍表演
- 花式搖搖
- 民族歌舞
- 花式跳繩
- 花式籃球舞蹈
- 奇幻魔法
- 少林拳術
- 輪椅舞
- 歌唱表演
- 攤位遊戲
- 民間民族手工藝攤位

## 演出團體
解放軍駐港部隊、四川都江堰友愛學校、廣西柳州市旅遊局、深水埗兒童合唱團、香港步操管樂協會、香港單車聯會、大中華少林武學及香港青少年魔術團等。